# Nicktjärnen, Norrbotten
Nicktjärnen är en sjö i Kalix kommun i Norrbotten och ingår i Kalixälvens huvudavrinningsområde.